# Chen Xilian
Chen Xilian (chinois : 陳錫聯), né le 4 janvier 1915 et décédé le 10 juin 1999) est un général de l'Armée populaire de libération chinoise et un membre du Politburo du Comité central. Il a participé activement à l'élimination de la bande des quatre en 1976. Il est un général de l'armée à partir de 1955 et un an plus tard un membre suppléant du 8e Comité central. Chen Xiliana été membre du Politburo du Parti communiste chinois à travers trois congrès du parti (1969-80), mais est tombé en désaccord avec les réformes de Deng Xiaoping et a été rétrogradé avec trois autres dirigeants communistes : Wu De, Ji Dengkui et Wang Dongxing.

## Biographie
Chen Xilian est né en 1913 dans une famille de paysans pauvres dans le comté de Hong'an, province de Hubei en Chine en 1915. Il garde le bétail avant de participer à l'âge de treize ans, à une révolte paysanne. Il est alors remarqué par Zheng Weisan, entre au Parti communiste chinois et manifeste lors de la révolte de la Moisson d’automne en octobre 1927. Il a rejoint son unité locale de guérilla de l'Armée rouge chinoise en 1929 et la Ligue de la jeunesse communiste un an plus tard,. 
Pendant la Révolution culturelle il conforte son aura, il rétablit l’ordre dans la province du Liaoning au printemps 1967. Il prend la direction du comité révolutionnaire du Liaoning créé le 10 mai 1968. Celui-ci reflète le contrôle des militaires sur cette province. En fait Chen Xilian contrôle toute l'ancienne Mandchourie. Les affrontements frontaliers de 1969 avec l'Union soviétique, et particulièrement l’incident de l’île de Chenbao en mars renforcent sa notoriété. Il entre au Bureau politique en avril 1969. Après 1970, alors que la Révolution culturelle commence à faiblir, il est un des rares généraux à garder la direction militaire de sa province. Il sait se montrer loyal envers Mao Zedong qu'il cite abondamment dans ses prises de parole, mais il ménage aussi les factions du centre.
À partir de 1975, il réside officiellement, au cœur du pouvoir, à Pékin, il est promu vice-premier ministre lors de la IVe Assemblée nationale populaire. Chen Xilian se rapproche du Centre. Après la mort de Zhou Enlai en janvier 1976, la Bande des Quatre lance alors de sévères critiques contre le défunt. Mais à l’occasion de la fête des morts (Qingming), des manifestations violentes éclatent sur la place Tian’anmen en soutien à Zhou Enlai. On fait porter la responsabilité de ces manifestations à Deng Xiaoping. Chen Xilian participe activement au maintien de l'ordre maoïste, Deng Xiaoping est de nouveau purgé. Chen Xilian participe directement au  processus de succession de Mao Zedong qui meurt en septembre 1976. Il soutient l'élimination de la bande des Quatre.
Puis avec le retour de Deng Xiaoping, Chen Xilian est à son tour évincé. Il est exclu du Bureau politique et du gouvernement en février 1980 .